# Odontophrynidae
Odontophrynidae  (лат.) — семейство бесхвостых земноводных, обитающих в Южной Америке. Создано в 1969 в качестве трибы Odontophrynini семейства Leptodactylidae. В 2006 году было перемещено в семейство Cycloramphidae, и только в 2011 году выделено в отдельное семейство.

## Описание
Это маленькие и средние лягушки крепкого телосложения с обычно круглой и широкой головой. Обитают в различных биотопах, но, как правило, ведут наземный образ жизни. Живут на пастбищах и опушках леса. Размножаются в стоячих или слабо текущих водоёмах, где и развиваются головастики.

## Классификация
На октябрь 2018 года в семейство включают 3 рода и 54 вида:
- Macrogenioglottus Carvalho, 1946 (1 вид)

- Macrogenioglottus alipioi Carvalho, 1946

- Odontophrynus Reinhardt & Lütken, 1862 (12 видов)
- Proceratophrys Miranda-Ribeiro, 1920 — Ложные рогатки (41 вид)

## Галерея
- Безрогая итания
- Proceratophrys brauni
- Odontophrynus carvalhoi
- Odontophrynus cultripes
- Proceratophrys laticeps
- Proceratophrys moratoi
- Proceratophrys renalis